# Porte di Potenza
Le porte di Potenza rappresentano le antiche entrate al centro storico della città, che sin dal medioevo era protetto da una cinta muraria. Le porte ancora esistenti sono soltanto tre: Porta San Giovanni, Porta San Luca e Porta San Gerardo, mentre le altre furono abbattute nel corso dell'Ottocento, quando il volto urbanistico originale della città venne modificato per consentirne la modernizzazione, oppure a seguito di eventi sismici.

## Porte esistenti

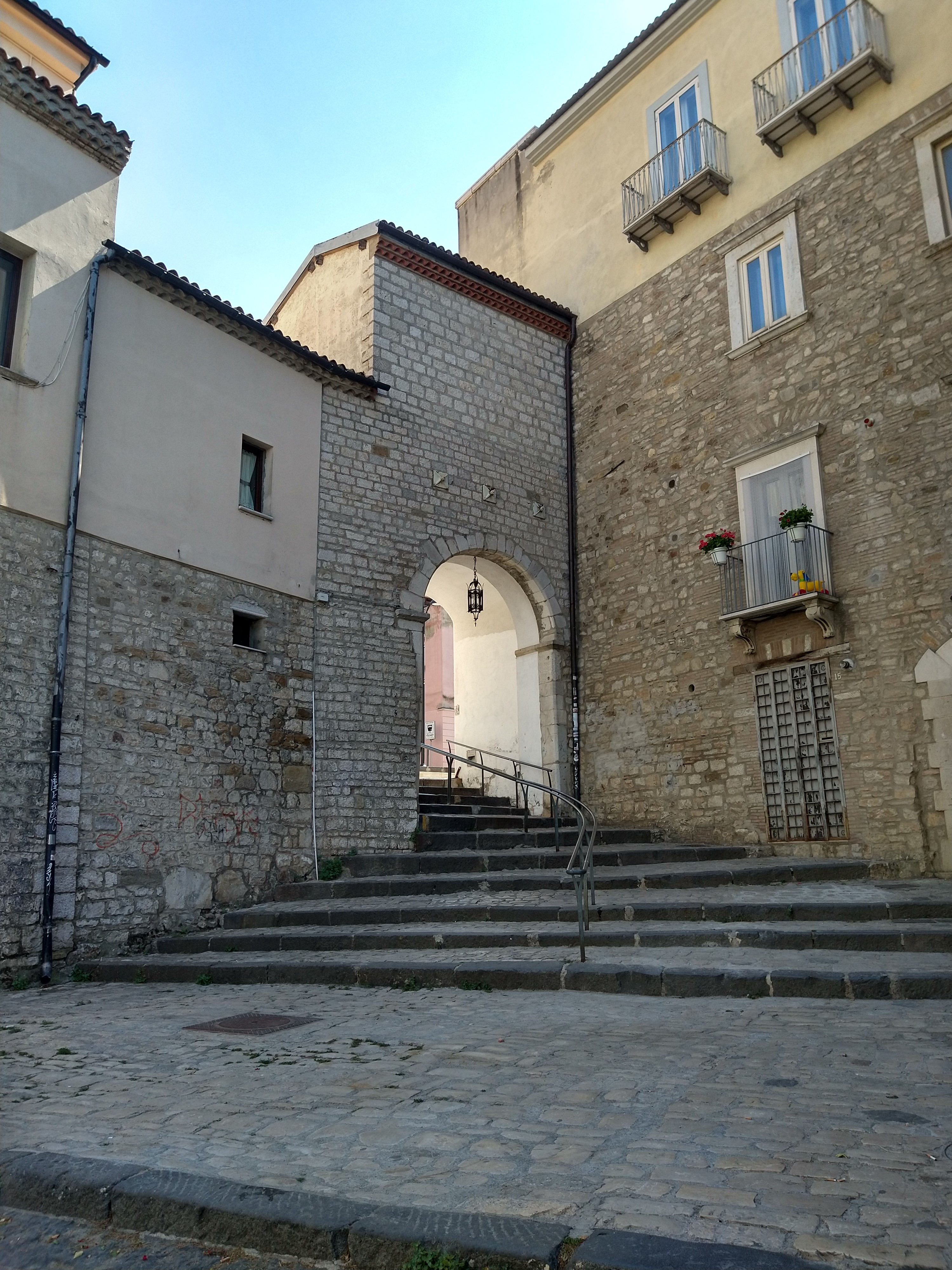
Porta San Giovanni, vista dall'esterno della vecchia cinta muraria

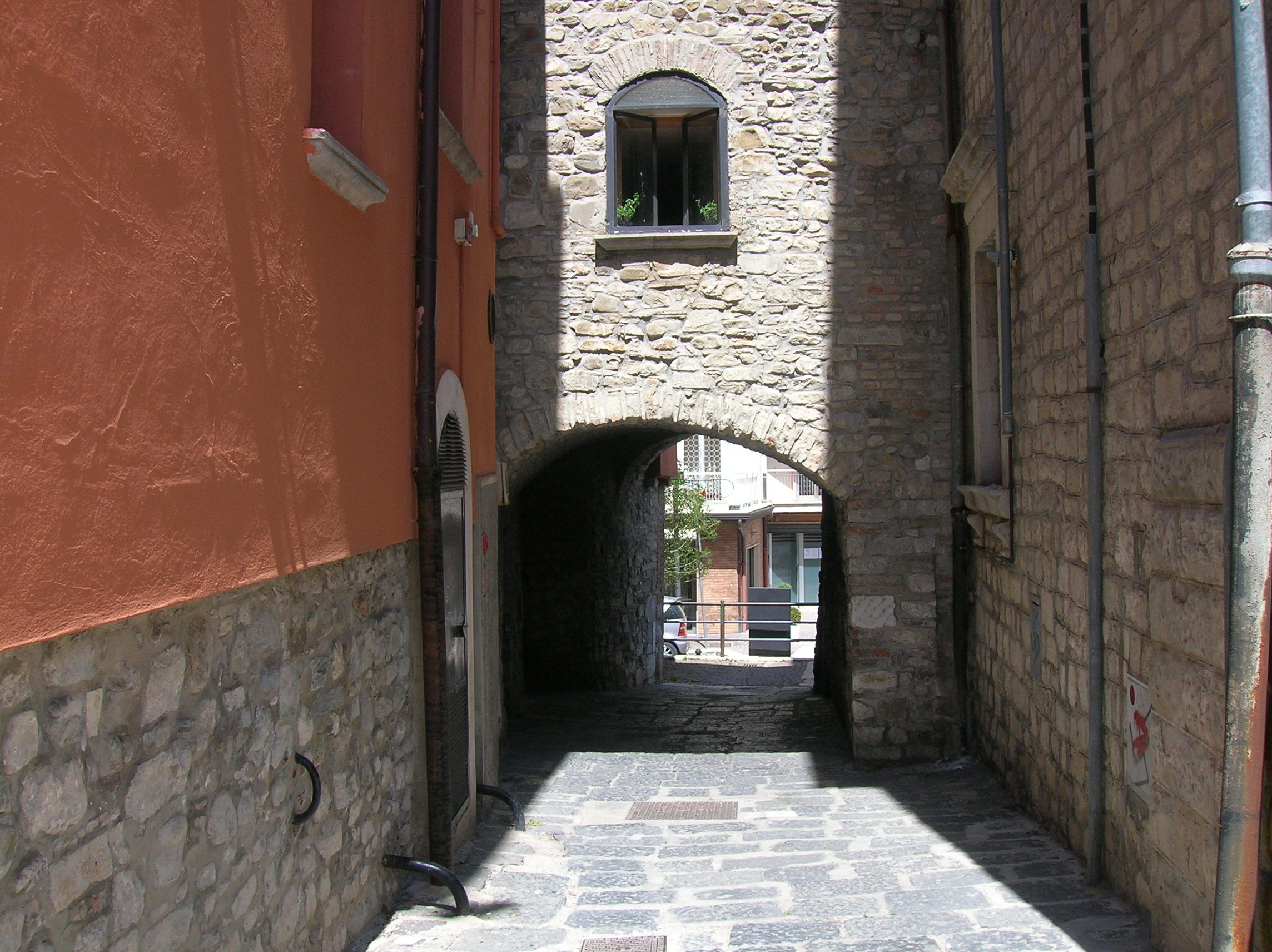
Porta di San Gerardo, tra il Palazzo Vescovile e Palazzo Scafarelli

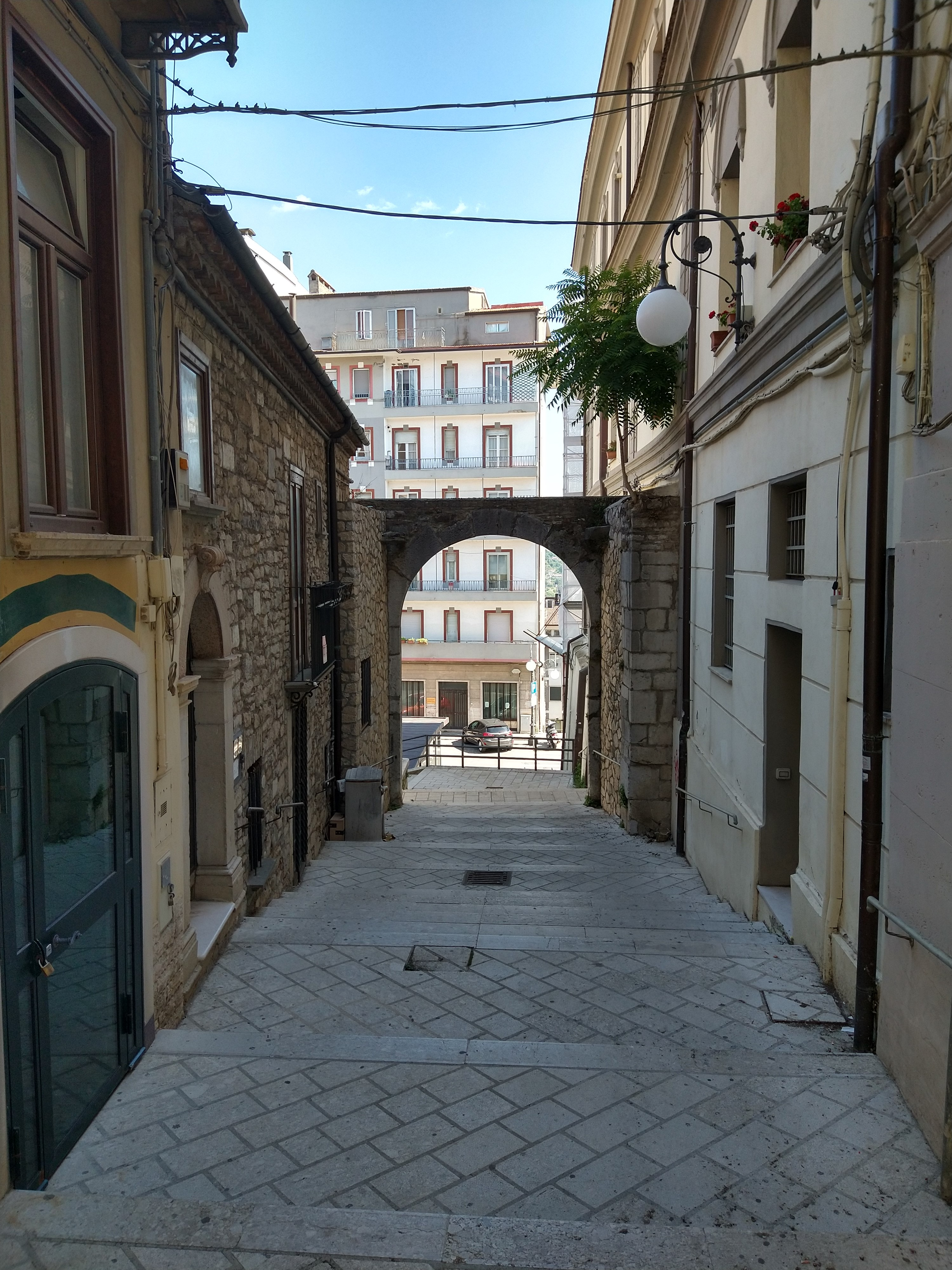
Porta San Luca

### Porta San Giovanni
Prende il nome dall'antico ospedale dedicato a S. Giovanni di Dio, all'epoca situato nelle vicinanze della porta d'ingresso. Sopravvissuta ai vari terremoti e distruzioni che la cinta muraria della città dovette subire, la porta, a cui si accede tramite una gradinata, si trova lungo la via Caserma Lucania e presenta un arco a tutto sesto; in passato era sorvegliata da due torri laterali, di cui oggi ne resta solo una.

### Porta San Gerardo
Prende il nome dal Duomo di San Gerardo, è situata in via Vincenzo Scafarelli/largo Duomo tra il Palazzo Vescovile e Palazzo Scafarelli. Fu costruita in età normanna, probabilmente per creare un accesso diretto ai possedimenti della Curia. Soltanto dopo alcuni lavori di restauro sono stati rinvenuti dei mosaici antichi, grazie ai quali è stato possibile datare l'edificazione originale della Cattedrale di San Gerardo. 
La porta presenta un arco a botte a sesto ribassato, sormontato da una piccola finestra, segno di un antico posto di guardia fortificato a difesa della porta.

### Porta San Luca
Situata all'inizio di via Manhès, nei pressi della Torre Guevara, prende il nome dall'antico convento adiacente ad essa, il monastero di San Luca, oggi utilizzato come Caserma dei Carabinieri.
Essa è caratterizzata da un arco a tutto sesto ai cui lati si possono ancora osservare i conci di pietra calcarea a cui erano fissati i cardini del portale.

## Porte abbattute

### Porta Trinità
Era situata tra la chiesa della S.S. Trinità e l'antico Largo Tassiello, oggi chiamato Piazza Duca della Verdura. Non rappresentava, per quanto si sa, un vero e proprio accesso cittadino, ma era considerato un passaggio per la piazza dove si svolgeva il mercato, intorno alla metà dell'Ottocento.

### Porta Mendola
Le prime notizie riguardanti la porta risalgono al XVI secolo.
Situata in via Orazio Petruccelli, prende il nome, secondo la tradizione, dal fatto che vicino ad essa fioriva un albero di mandorle o mennole. Non era atta alla difesa della città ed era posta a fianco di una torretta che i potentini chiamavano la torre dalle uova d'oro, ora non più esistente. Porta Mendola venne abbattuta nel 1864.

### Porta Salza
Le prime notizie che accertano l'esistenza del casale Salza, da cui potrebbe prendere il nome la porta, risalgono al 1206. La porta, comunque, risultava essere l'unico accesso controllato alla città. Fu abbattuta 18 agosto del 1818 a causa della progressiva espansione urbana dell'abitato.